# Ajos Amwrosios (dystrykt Kirenia)
Ajos Amwrosios (gr. Aγιος Αμβρόσιος, tur. Esentepe) – wieś na Cyprze, w dystrykcie Kirenia.
W wyniku inwazji tureckiej w 1974 obszar, w którym znajduje się miejscowość kontrolowany jest przez nieuznawaną na arenie międzynarodowej, proklamowaną w 1983 Turecką Republikę Cypru Północnego. Republika Cypryjska rości sobie prawa do tych terenów.